# Göteborgs glasbruk

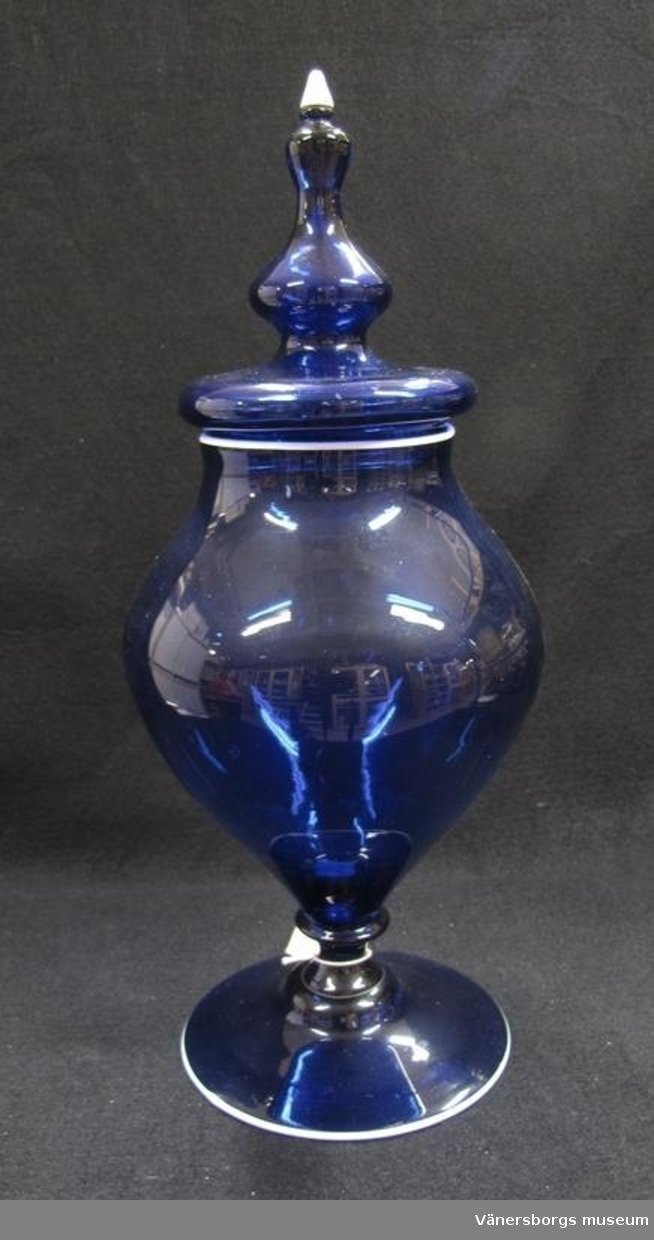
En lockurna tillverkad på Göteborgs glasbruk. Modellen var i produktion 1792-1802.

Göteborgs glasbruk var ett glasbruk i Majorna i Göteborg 1761-1808. Bruket var beläget vid Klippan, strax sydväst om Älvsborgs slott.

## Historia
Handelsmannen Johan Schutz anmälde den 8 januari 1761 för Göteborgs hall- och manufakturrätt samt Kommerskollegiet att han önskade starta ett glasbruk. Det fanns i landet vid denna tidpunkt endast sju glasbruk och man ansåg att "Bristen på goda och dugeliga boutellier hindrar såväl exporten av viner och bränviner till Engeland och flere orter .....". Den 14 januari 1762 utfärdades privilegium för Schutz att anlägga glasbruket vid Elfsborgs ladugårds ägor, med villkoret att, för att spara ved, vid driften endast nyttja stenkol, aska och sjötång. Som medarbetare anställdes grosshandlaren Volrat von Öltken, vilken snart tycktes ha tagit över ledningen. Där tillverkades hushållsglas, tekniskt glas och buteljer. von Öltken sålde själv produkterna på Torggatan i Göteborg. År 1769 valdes Johan Schutz till riksdagsman för borgarståndet.
Tio byggnader uppfördes till verk- och bostäder, och den 17 juli 1762 omtalas bruket i Götheborgska Magasinet som "nyligen anlagt". Bruksinspektoren hette Johan Er. Otter och arbetarna var 16 till antalet: en glasbruksmästare (Gottfried Schmidt från Arnstadt i Thüringen), fyra gesäller, en smed och tio "diverse".
Efter att bruket upphört anlade de tidigare ägarna Bromö fönsterglasbruk på Brommö i Vänern, där fönsterglastillverkning bedrevs fram till 1880-talet, då även detta bruk upphörde.